# تجارب السيليكو السريرية
التجربة السريرية في السيليكو، المعروفة أيضًا باسم التجربة السريرية الافتراضية، هي محاكاة حاسوبية فردية تُستخدم في التطوير أو التقييم التنظيمي لمنتج أو جهاز أو تدخل طبي. رغم أن التجارب السريرية المحاكية بشكل كامل غير مجدية مع التكنولوجيا الحالية وما هو معروف عن علم الأحياء، يُتوقع أن يكون لتطويرها فوائد كبيرة تتجاوز التجارب السريرية الحالية في الجسم الحي، والبحوث جارية حولها.

## التاريخ
يشير مصطلح في السيليكو إلى أي استخدام للحاسوب في التجارب السريرية، حتى لو اقتصر على تنظيم المعلومات السريرية ضمن قاعدة بيانات.

## المبدأ
يبدأ النموذج التقليدي لتطوير العلاجات والأجهزة الطبية بالتجارب غير السريرية. يقدم أنبوب الاختبار وغيره من التجارب في المختبر معقولية فعالية العلاج. بعد ذلك، تقدم النماذج الحيوانية في الجسم الحي، بأنواعها المختلفة، إرشادات حول فعالية وسلامة المنتج على البشر. في حال نجاح كل من الدراسات في المختبر وفي الجسم الحي، قد يقترح العلماء إجراء التجارب السريرية لتحديد ما إذا كان المنتج قابلًا للاستخدام البشري. تنقسم التجارب السريرية غالبًا إلى أربع مراحل. تتضمن المرحلة الثالثة الاختبار على عدد كبير من الأشخاص. عندما يفشل الدواء في هذه المرحلة، قد تكون الخسائر المادية كارثية.
يعد التنبؤ بالآثار الجانبية منخفضة التكرار أمرًا صعبًا، لأن مثل هذه الآثار الجانبية قد لا تظهر حتى يؤخذ العلاج من قبل العديد من المرضى. غالبًا ما يؤدي ظهور الآثار الجانبية الشديدة في المرحلة الثالثة إلى توقف تطوير الدواء لأسباب أخلاقية واقتصادية. بالإضافة إلى ذلك، في السنوات الأخيرة، فشلت العديد من الأدوية المرشحة في تجارب المرحلة الثالثة بسبب نقص الفعالية وليس لأسباب تتعلق بالسلامة. أحد أسباب الفشل هو أن التجارب التقليدية تهدف إلى إثبات الفعالية والأمان على معظم أفراد العينة، وليس على كل فرد بشكل خاص، وبذلك، تُحدد الفعالية من خلال إحصائية النزعة المركزية للتجربة. لا تكيف التجارب التقليدية العلاج مع المتغيرات المشتركة للأفراد:
- الأخذ في الاعتبار عوامل مثل الفسيولوجيا الخاصة بالمريض وتجليات المرض الذي يتم علاجه ونمط حياة المريض والمراضات المشتركة. [4][6]
- امتثال المريض أو عدم امتثاله لتناول الدواء في الأوقات المحددة وبالجرعة الموصوفة. في حالة الجهاز المزروع جراحيًا، مراعاة التباين في خبرة الجراحين وتقنياتهم، بالإضافة إلى البنية التشريحية الخاصة للمريض.[7] مع ذلك، أُثبتت صعوبة تعديل تقييم الدراسة لعدم الامتثال. غالبًا ما تؤدي هذه التعديلات إلى تحيز نتائج الدراسة، وتفرض العديد من السلطات الصحية أن تعمل التجارب السريرية على تحليل البيانات وفقًا لمبدأ نية العلاج.

## الهدف
تعد النماذج الحاسوبية الدقيقة للعلاج ونشره، بالإضافة إلى سمات المريض، بوادر ضرورية لتطوير التجارب السريرية في السيليكو. في مثل هذا السيناريو، يُعطى المرضى «الافتراضيون» علاجًا «افتراضيًا»، ما يتيح المراقبة من خلال محاكاة الحاسوب لكيفية أداء المنتج الطبي الحيوي المرشح وما إذا كان سينتج التأثير المقصود، دون إحداث تأثيرات ضارة. قد تساعد مثل هذه التجارب السريرية في السيليكو في الحد من التجارب السريرية الحقيقية وصقلها واستبدالها جزئيًا عن طريق:
- تقليل حجم ومدة التجارب السريرية بتحسين التصميم،[6][8] مثلًا، من خلال تحديد الخصائص اللازمة لمعرفة المرضى الذين قد يكونون أكثر عرضة لخطر المضاعفات أو تقديم تأكيد مبكر على فعالية المنتج[5] أو العملية[10] بشكل يتناسب مع التوقعات.
- تحسين التجارب السريرية من خلال تقديم معلومات أكثر وضوحًا وتفصيلًا حول النتائج المحتملة وقدرة أكبر على تفسير أي آثار ضارة قد تظهر، بالإضافة إلى فهم أفضل لكيفية تفاعل المنتج الخاضع للاختبار مع البنية التشريحية الخاصة للمريض والتنبؤ بالآثار طويلة الأمد أو النادرة التي من غير المرجح أن تكشفها التجارب السريرية.[9]
- استبدال التجارب السريرية جزئيًا في الحالات التي لا توجد فيها ضرورة تنظيمية مطلقة، وإنما مطلب قانوني فقط. هناك بالفعل حالات قبلت فيها الهيئات التنظيمية استبدال النماذج الحيوانية بنماذج السيليكو في ظل ظروف مناسبة.[11] رغم أن التجارب السريرية الحقيقية ستبقى ضرورية في معظم الحالات، هناك حالات محددة يمكن فيها لنموذج تنبؤي موثوق به أن يحل محل التقييم السريري الروتيني.

بالإضافة إلى ذلك، قد تشير التجارب السريرية الحقيقية إلى أن المنتج غير آمن أو غير فعال، ولكن نادرًا ما تشير إلى سبب ذلك أو تقترح كيفية تحسينه. على هذا النحو، قد يوقف تطوير المنتج الذي يفشل أثناء التجارب السريرية ببساطة، حتى لو وُجد تعديل بسيط يمكنه حل المشكلة. هذا يحد من الابتكار، ويقلل من عدد المنتجات الطبية الحيوية الأصلية التي تُعرض في السوق كل عام، وفي نفس الوقت، يزيد من تكلفة التطوير. يُتوقع أن يوفر التحليل من خلال التجارب السريرية في السيليكو فهمًا أفضل للآلية التي تسبب فشل المنتج في الاختبار، وقد يكون قادرًا على توفير المعلومات اللازمة لتحسين المنتج إلى درجة تسمح له بإكمال التجارب السريرية بنجاح.
توفر التجارب السريرية في السيليكو أيضًا فوائد كبيرة تفوق الممارسات غير السريرية الحالية. على عكس النماذج الحيوانية، يمكن إعادة استخدام النماذج البشرية الافتراضية إلى أجل غير مسمى، ما يوفر الكثير من التكاليف. مقارنةً بالتجارب التي أُجريت على الحيوانات أو عينة صغيرة من البشر، قد تؤمن التجارب في السيليكو تنبؤات أكثر دقة حول سلوك الدواء أو الجهاز في التجارب واسعة النطاق، وتحديد الآثار الجانبية التي كان يصعب أو يستحيل اكتشافها سابقًا، ما يساعد على منع الأدوية المرشحة غير المناسبة من التقدم إلى المرحلة الثالثة المكلفة من التجارب.

## التجارب السريرية في السيليكو في مجال الأشعة
أحد المجالات المتطورة نسبيًا للتجارب السريرية في السيليكو هو علم الأشعة، إذ تتم رقمنة عملية التصوير بأكملها. تسارع التطور في السنوات الأخيرة بعد ارتفاع استطاعة الحواسيب وظهور نماذج المحاكاة المتطورة، وأصبحت المنصات الافتراضية تلقى قبولًا من قبل الهيئات التنظيمية كعامل مكمل للتجارب السريرية التقليدية بهدف تقديم منتجات جديدة.
يجب أن يشمل الإطار الكامل للتجارب السريرية في مجال الأشعة في السيليكو العناصر الثلاث التالية: 1) مجموعة واقعية من المرضى، وهي محاكاة حاسوبية باستخدام البرامج الوهمية؛ 2) استجابة المحاكاة لنظام التصوير؛ 3) تقييم الصورة بطريقة منهجية من قبل الإنسان أو نموذج من المراقبين.